# جون في. باور
جون في. باور (بالإنجليزية: John V. Power)‏ هو ضابط أمريكي، ولد في 20 نوفمبر 1918 في ورسستر في الولايات المتحدة، وتوفي في 1 فبراير 1944 في Roi-Namur ‏ في جزر مارشال.